# Йоганн Кристоф Урбіх
Йоганн Кристоф фон Урбіх (нім. Johann Christof von Urbich; 25 квітня 1653, Кройцбург (Тюрингія) — 17 жовтня 1715) — барон, посол Московського царства німецького походження першої половини XVIII сторіччя.
Був таємним радником, потім служив послом Данського королівства в ранзі міністра при віденському дворі в 1691—1703 роках. 
В 1703 році він на запрошення московського царя Петра I перейшов на його дипломатичну службу. У 1707—1712 роках був московським послом у Відні. 
Життя Урбіха маловивчене. Його діяльність надавала певний вплив на європейську політику у кінці XVII — початку XVIII сторіч. В архіві Урбіха зберіглося багато листів від його близького друга Готфріда Ляйбніца.